# فرودگاه لودریز
فرودگاه لودریز (به انگلیسی: Lüderitz Airport) یک فرودگاه همگانی باربری با کد یاتا LUD است که یک باند فرود آسفالت دارد و طول باند آن ۱۸۳۰ متر است. این فرودگاه در کشور نامیبیا قرار دارد و در ارتفاع ۱۳۹ متری از سطح دریا واقع شده است.